# Пестово (Мішкинський район)
Песто́во (рос. Пестово) — присілок у складі Мішкинського району Курганської області, Росія. Входить до складу Введенської сільської ради.
Населення — 69 осіб (2010, 123 у 2002).